# فرانچسکو سالوی
فرانچسکو سالوی (ایتالیایی: Francesco Salvi؛ زادهٔ ۷ فوریهٔ ۱۹۵۳) یک کمدین، بازیگر، خواننده، معمار، فیلم‌نامه‌نویس، کارگردان و مجری تلویزیون اهل ایتالیا است.
از فیلم‌ها یا سریال‌های تلویزیونی که وی در آن‌ها نقش داشته‌است، می‌توان به درایو این، زندگی‌های به فنا رفته، بارتالی: مرد آهنین، همه مردان بی‌کفایت، یک پزشک در خانواده، دهم و گرگ و بازگشت اشاره نمود. وی برای ایفای نقش در این فیلم نامزد دریافت روبان نقره‌ای بهترین بازیگر مرد شد.